# Ebru Şahin
Ebru Şahin   (Istanbul, 18 de maig de 1994) és una actriu i model turca. Ha guanyat múltiples premis per la seva actuació, entre ells el de millor actriu als Premis Golden Butterfly, i és coneguda pel seu paper protagonista a la sèrie Hercai.
Şahin es va graduar de la Universitat d'Istanbul en Ciències de l'Esport, i després va començar a prendre lliçons d'actuació. Va fer el seu debut cinematogràfic en 2016 amb un paper a la pel·lícula Kan Parası. Va fer el seu debut televisiu el 2017 amb un paper secundari en la sèrie de televisió Savaşçı. Després de ser elegida per a altres papers secundaris a İstanbullu Gelin (2017) i Yasak Elma (2018), va tenir el seu primer paper principal en la sèrie de televisió Hercai (2019-2021) com Reyyan Şadoğlu. Per aquest paper va rebre un premi Golden Butterfly com a millot actriu el 2020.

## Filmografia
| Televisió      | Televisió        | Televisió      | Televisió       |
| Any            | Títol            | Paper          | Notes           |
| -------------- | ---------------- | -------------- | --------------- |
| 2017           | Savaşçı          | Didem          | Paper secundari |
| 2017-2018      | İstanbullu Gelin | Burcu Selimer  | Paper secundari |
| 2018           | Yasak Elma       | Hira           | Paper secundari |
| 2019-2021      | Hercai           | Reyyan Şadoğlu | Protagonista    |
| 2021- presente | Destan           | Akkız          | Protagonista    |

| Cinema | Cinema      | Cinema  | Cinema          |
| Any    | Títol       | Paper   | Notes           |
| ------ | ----------- | ------- | --------------- |
| 2016   | Kan Parası  |         | Paper secundari |
| 2017   | Babam       | Nilüfer | Paper secundari |
| 2018   | Kan Parası  | Didem   | Paper secundari |
| 2019   | Şuursuz Aşk | Menekşe | Protagonista    |

| Campanyes i anuncis de TV | Campanyes i anuncis de TV       |
| Any                       | Anunci                          |
| ------------------------- | ------------------------------- |
| 2016                      | Vodafone                        |
| 2015                      | tozlu                           |
| 2015                      | TTNET heredot cevdet            |
| 2015                      | Doritos Risk                    |
| 2016                      | Eyup Sabri Tuncer Lemon Cologne |
| 2016                      | Bitter                          |
| 2016                      | Türk Telekom                    |
| 2017                      | Dogadan Tea                     |
| 2019                      | Pantene Turkiye                 |
| 2020                      | Newwell Makeup                  |
| 2020                      | Flo                             |

| Videos musicals | Videos musicals    | Videos musicals |
| Any             | Títol              | Artista         |
| --------------- | ------------------ | --------------- |
| 2015            | Babamın Emanetiyim | Ebru Polat      |
| 2017            | Uyandım Cennetten  | Utku Emen       |
| 2017            | Tüh Tüh            | Aydın Kurtoğlu  |

## Premis i reconeixements
| Any  | Premi                    | Categoría                               | Resultat   |
| ---- | ------------------------ | --------------------------------------- | ---------- |
| 2020 | 46º Premis Altın Kelebek | Millor actriu                           | Guanyadora |
| 2020 | 46º Premis Altın Kelebek | Estrella radiant                        | Guanyadora |
| 2020 | 46º Premis Altın Kelebek | Millor parella de TV (amb Akın Akınözü) | Nominada   |
| 2020 | Altın Marka Ödülleri     | Millor actriu                           | Guanyadora |
| 2020 | Altın Palmiye Ödülleri   | Millor actriu                           | Guanyadora |